# Leptobrachium ingeri
Espèce
Leptobrachium ingeri est une espèce d'amphibiens de la famille des Megophryidae.

## Répartition
Cette espèce se rencontre :
- au Sarawak en Malaisie orientale ;
- sur l'île de Belitung en Indonésie.

## Étymologie
Cette espèce est nommée en l'honneur de Robert Frederick Inger.

## Publication originale
- Hamidy, Matsui, Nishikawa & Belabut, 2012 : Detection of cryptic taxa in Leptobrachium nigrops (Amphibia, Anura, Megophryidae), with description of two new species. Zootaxa, no 3398, p. 22-39.